# Gestreepte bessenpikker
De gestreepte bessenpikker (Melanocharis striativentris) is een zangvogel uit de familie Melanocharitidae.

## Verspreiding en leefgebied
Deze soort is endemisch in Nieuw-Guinea en telt twee ondersoorten:
- M. s. axillaris: de bergen van westelijk-centraal Nieuw-Guinea.
- M. s. striativentris: de bergen van oostelijk-centraal, noordoostelijk en zuidoostelijk Nieuw-Guinea.

## Status
De grootte van de populatie is niet gekwantificeerd maar de soort wordt omschreven als plaatselijk algemeen tot zeer algemeen. Op de Rode lijst van de IUCN heeft deze soort de status niet bedreigd.